# Pintor de la cabalgata

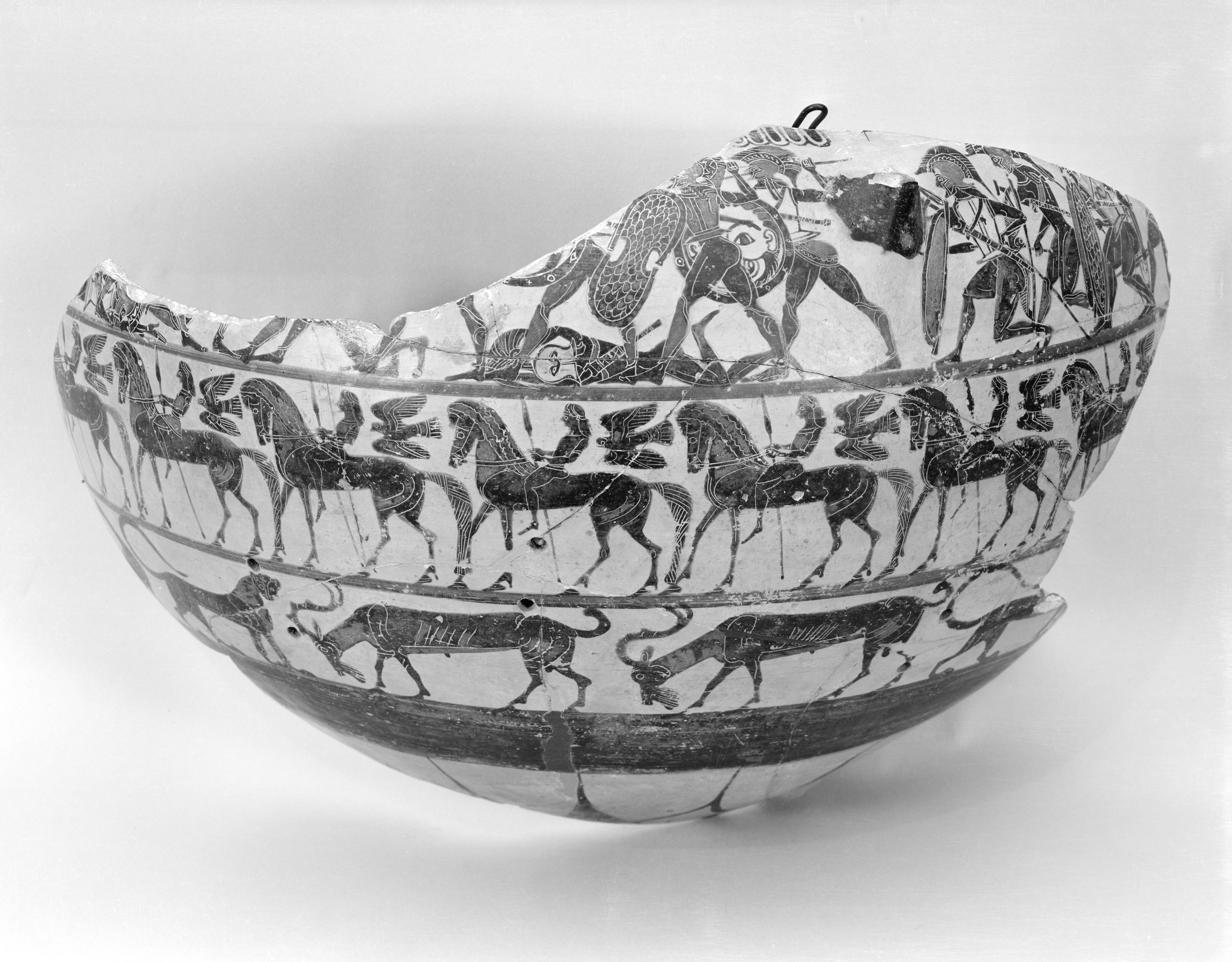
Fragmento de crátera corintia de terracota (c. 590–570 a. C.), con guerreros luchando, jinetes cabalgando, cabras y compañeros Museo Metropolitano de Arte (12.229.9)

Como Pintor de la cabalgata se conoce a quien ornó varias vasijas griegas datadas entre una época corintia media y la de la cerámica de figuras negras, alrededor del 580 a. C., que además se cree que fue muy célebre en su momento dentro del Grupo Gorgoneion, y se le conocen varias cílicas y cráteras. Su tema principal eran escenas con jinetes. Como era usual en este grupo en el interior de las vasijas aparece una cabeza de Gorgona.
En una de sus piezas, plasmó el suicidio de Áyax con varias inscripciones. Hay nueve obras suyas desconocidas. Los sitios donde se encontraron fueron Egina y Cámiros.